# ウォッカ・タイム
『ウォッカ・タイム』は、1980年代に「モーニング」に連載されていた片山まさゆき作の政治パロディ漫画である。

## 概要
実在のソビエト連邦最高指導者コンスタンティン・チェルネンコを主人公とし、ソビエト連邦を中心とした国際政治の時事的な内容を風刺、パロディにしたギャグ漫画であり、片山自身にも、他の作家にもあまり類を見ないタイプの作品である。
主人公チェルネンコの「影の薄さ」「不人気さ」というキャラクター性を活かしたギャグが中心となっていたが、連載途中で現実のチェルネンコが死去し、最高指導者がミハイル・ゴルバチョフに交代したため、作中でも主人公が交代した。
作品は最終回、完結話らしき内容がないまま連載を終了した。
なお、『モーニング』連載中および単行本化（初版）の際のタイトル・ロゴは、ロシア文字風にデザインされている。

## 主な登場人物
チェルネンコ
本作の連載開始当初の主人公。影が薄く、国民からも「書記長だれだったっけ？」と言われるような存在。作中では「チェル」という愛称でも呼ばれていた。気に入らないことがあると相手をすぐシベリアの強制収容所に送る。連載途中で「悲しみの沼」に沈んで死去し、それ以後はゴルバチョフが主人公となった。
ゴルバチョフ
本作の二代目主人公。チェルネンコの跡を継いでソ連最高指導者の地位に着いた。現実ではペレストロイカやグラスノスチといった改革を推進したことで有名だが、本作はそれ以前のグロムイコが後見人として力を持っていた時代の作品である。チェルネンコよりとにかく活動的だが、グロムイコ以下長老たちにパシリにされているシーンもあった。
グロムイコ
アンドレイ・グロムイコ。チェルネンコ政権時代の外相。ゴルバチョフと後継者争いを演じた。
USSR フォー アフリカ
エチオピア大飢饉救済を目的に結成されたグループ、バンド・エイドやUSAフォー・アフリカ、de:Band für Afrikaに対抗して作られたソ連歴代指導者のユニット。「ウィ・アー・ザ・コムレイド」という曲をリリースしたが、その売上金をアフリカの貧困地域の食糧支援に充てたかどうかは定かではない（作中ではウィ・アー・ザ・ワールドの寄付金は裏で兵器輸入のためソ連に流れる様が描かれた。実際、ライヴエイドも含めた収益金は反政府勢力の武器購入に充てられたとされる。）なおこのエピソードでは、日本の中曽根首相はコシヒカリとごはんですよ！の援助をエチオピアに要求される。
レーガン
米国大統領ロナルド・レーガン。チェルネンコとINF削減交渉60分1本勝負をプロレスで戦う。スタン・ハンセンに扮したチェルネンコの「アフガニスタン・ラリアット」に対し「グレナダ・スープレックス」で返す。このときの実況アナウンサーは古舘伊知郎。
国際ならず者軍団
ホメイニ、カダフィ、カストロの三人組。チェルネンコとレーガンのINF削減交渉1本勝負に乱入、交渉をお流れにする。

## ハゲフサ理論
旧ソ連で流通していたアネクドート（ジョーク）の一つ「ソ連最高指導者のハゲフサ理論」は、この作品に登場したことで日本でも広く知られるようになった。
これは「ソ連の最高指導者は、ハゲの人物と非ハゲ（フサフサ）の人物が一代ごとに交代していく」という仮説（?）である。
日本の源平交代説に少し似ているが、 マレンコフを除く､ 歴代のソ連最高指導者の写真を順番に並べてみると、この仮説が実際に成立していることがわかる。
1. （ハゲ）レーニン
2. （フサ）スターリン
3. （ハゲ）フルシチョフ
4. （フサ）ブレジネフ
5. （ハゲ）アンドロポフ
6. （フサ）チェルネンコ
7. （ハゲ）ゴルバチョフ

作中ではこの理論にしたがって、チェルネンコの後継者の座を狙ってゴルバチョフと争っていたグロムイコが、チェルネンコの病気の容態に振り回されて、髪を剃ったり生やしたり、めまぐるしく立ち回る。

## 刊行物等
- モーニングKC 全1巻 ISBN 978-4063000023
- 講談社新書版